# Hyper Lode Runner
Hyper Lode Runner: The Labyrinth of Doom (ハイパーロードランナー?) è un videogioco della serie Lode Runner sviluppato da TOSE e pubblicato nel 1989 da Bandai per Game Boy.

## Modalità di gioco
Basato sulla versione per Nintendo Entertainment System di Lode Runner realizzata da Hudson Soft, il gioco presenta un editor di livelli, tuttavia non è possibile né salvarli, né condividerli tramite Game Link Cable.